# Euphorbia turkestanica
Euphorbia turkestanica är en törelväxtart som beskrevs av Eduard August von Regel. Euphorbia turkestanica ingår i släktet törlar, och familjen törelväxter. Inga underarter finns listade i Catalogue of Life.